# راسکوو (مونتانا)
راسکوو (به انگلیسی: Roscoe) شهری در ایالت مونتانا کشور ایالات متحده آمریکا است که جمعیت آن در سرشماری سال ۲۰۱۰ میلادی، ۱۵ نفر بوده است.